# Luke Maye
Luke David Maye (ur. 7 marca 1997 w Cary) – amerykański koszykarz, występujący na pozycjach niskiego lub silnego skrzydłowego.
W 2019 reprezentował Milwaukee Bucks, podczas rozgrywek letniej ligi NBA.
Jego ojciec Mark występował na pozycji quarterbacka, na uczelni UNC w latach 1984–1987.
14 października 2019 został zwolniony przez Milwaukee Bucks.

## Osiągnięcia
Stan na 15 października 2019, na podstawie, o ile nie zaznaczono inaczej.
NCAA
- Mistrz:
  - NCAA (2017)
  - turnieju konferencji Atlantic Coast (ACC – 2016)
  - sezonu regularnego ACC (2016, 2017, 2019)
- Wicemistrz NCAA (2016)
- Uczestnik rozgrywek:
  - Sweet 16 turnieju (2016, 2017, 2019)
  - turnieju NCAA (2016–2019)
- Laureat Senior CLASS Award (2019)[5]
- Największy postęp konferencji ACC (2018)
- Zaliczony:
  - I składu:
    - ACC (2018)
    - turnieju ACC (2018)

  - II składu:
    - Academic All-American (2018, 2019)
    - ACC (2019)
    - turnieju ACC (2019)

  - III składu All-American 10 (2018 – przez Associated Press, Sporting News)
  - składu honorable mention All-American (2019 przez Associated Press)
- Lider ACC w liczbie:
  - oddanych rzutów za 2 punkty (400 – 2018)
  - zbiórek:
    - 373 – 2018, 377 – 2019
    - w obronie (260 – 2018, 285 – 2019)
- Zawodnik tygodnia ACC (13.11.2017, 15.01.2018, 4.12.2017, 11.02.2019, 25.02.2019)